# Crawfordsburn
Crawfordsburn är en ort i Storbritannien.   Den ligger i riksdelen Nordirland, i den västra delen av landet, 500 km nordväst om huvudstaden London. Crawfordsburn ligger 51 meter över havet och antalet invånare är 531.
Terrängen runt Crawfordsburn är huvudsakligen platt, men åt sydväst är den kuperad. Havet är nära Crawfordsburn norrut. Runt Crawfordsburn är det mycket tätbefolkat, med 2 028 invånare per kvadratkilometer. Närmaste större samhälle är Belfast, 14,3 km sydväst om Crawfordsburn. 